# أرتاباسدوس
أرتاباسدوس أو أرتبيسدوس((باليونانية: Ἀρταύασδος)‏ or Ἀρτάβασδος، من الأرمانية: Արտավազդ, Artavazd ،Ardavazt)، وكان يُدعي باللاتنية أرتابسدوس، وهو جنرال بيزنطي من أصل أرمني استولى على العرش من يونيو 741 أو 742 حتى نوفمبر عام 743. ويعتبر عهده اغتصاب للسلطة ضد قسطنطين الخامس، الذي احتفظ بالسيطرة على عدة ثيمات في آسيا الصغرى.